# 비 유어 온 펫
비 유어 온 펫(Be Your Own Pet)은 미국 테네시주 내슈빌 출신 4인조 펑크 록 밴드이다. 2004년부터 2008년 해체까지 두 장의 정규 음반과 여러 EP를 발매하였다.

## 멤버
- 제미나 펄 아베크(Jemina Pearl Abegg) - 리드 보컬
- 조나스 스타인(Jonas Stein) - 기타
- 네이단 바스퀘즈(Nathan Vasquez) - 베이스
- 존 이덜리(John Eatherly) - 드럼

### 이전 멤버
- 제이크 오랄(Jake Orrall) - 베이스
- 제이민 오랄(Jamin Orrall) - 드럼

## 음반 목록

### 정규 음반
- 《Be Your Own Pet》(2006년)
- 《Get Awkward》(2008년)